# Candidatus Blochmanniella
Candidatus Blochmanniella oder einfach Blochmanniella ist eine vorgeschlagene Gattung von Bakterien. Der Zusatz Candidatus deutet darauf hin, dass die Gattung noch nicht vollständig beschrieben ist. Die Gattung ist auch unter dem Namen Blochmannia bzw. Candidatus Blochmannia bekannt. Die Arten bilden mit bestimmten Ameisenarten eine Symbiose.

## Ökologie
Die Arten von Blochmanniella sind Endosymbionten von Ameisen. Sie bilden für die Ameisen bestimmte Aminosäuren, im Gegenzug bekommen sie einen gesicherten Lebensraum und Nahrung. Die Bakterien kommen in dem Mitteldarm und Eierstöcken der weiblichen Ameisen vor. Innerhalb des Mitteldarms befinden sie sich in spezialisierten Zellen, den Bakteriozyten, die zwischen den Enterozyten des Mitteldarmgewebes des Wirts eingefügt sind. Die Bakterien sind auch in den Eiern vorhanden und werden so an die nächste Generation weitergegeben. Blochmanniella hilft dem Symbiosepartner neben der Bildung von Aminosäuren auch bei der Stickstoffverarbeitung.
Veränderungen in der Embryonalentwicklung der Ameisen, einschließlich der Neuverdrahtung von Hox-Genen zur Regulierung von keimbahnbetreffenden Genen, wurden als wichtige Schritte in der Evolution dieser Symbiose identifiziert.

## Systematik
Die Gattung wurde 2000 unter den Namen Candidatus Blochmannia eingeführt. 2017 wurde der Name korrigiert, weil es eine Gattung Blochmannia von Bäumen in der Familie der Knöterichgewächse gibt (Synonym von Triplaris), der offizielle Name ist nun  Candidatus Blochmanniella. Die Gattung zählt zu der Familie Enterobakterien, zu der auch Escherichia coli gehört.
Die Artnamen sind von den jeweiligen Ameisenarten, in denen sie vorkommen, abgeleitet. So lebt Candidatus Blochmanniella floridarius in der Rossameisenart Camponotus floridanus, Blochmanniella laevigata in Camponotus laevigatus und Blochmanniella ulcerosa in Camponotus ulcerosus.
Neben Camponotus ist Blochmanniella in den Ameisengattungen Polyrhachis und  Colobopsis vertreten.
Blochmanniella ist eng mit anderen Insekten-Endosymbionten verwandt, wie Wigglesworthia glossinidia, dem Endosymbionten der Tsetsefliege Glossina brevipalpis und Buchnera aphidicola, dem Endosymbionten von Blattläusen.
Es folgt eine Auswahl von Arten:
- Candidatus Blochmanniella camponoti corrig. Sauer et al. 2000
- Candidatus Blochmanniella chromaiodes corrig. Williams and Wernegreen 2013
- Candidatus Blochmanniella floridarius Adekambi et al. 2008
- Candidatus Blochmanniella pennsylvanica" corrig. Degnan et al. 2005